# ケヴィン・シュール
ケヴィン・シュール（Kévin Schur 、1990年11月19日 - ）は、フランス・サン＝ジェルマン＝アン＝レー出身のサッカー選手。リーグ・ドゥ・ディジョンFCO所属。ポジションは、フォワード。

## タイトル
アヴランシュ
- フランスアマチュア選手権: 2013-14[2]

バスティア
- フランス全国選手権3: 2017-18[2]
- フランス全国選手権2: 2018-19[2]
- フランス全国選手権: 2020-21[2]